# 배트맨: 애니메이션 시리즈 (비디오 게임)
배트맨 애니매이션 시리즈(Batman: The Animated Series)는 배트맨의 만화를 모체로 하여 만든 비디오 게임이다. 코나미에서 개발한 게임이다.

## 특징
배트맨 애니메이션 시리즈는 같은 제목의 TV 시리즈를 기반으로 1993년에 게임보이용으로 출시된 코나미의 횡스크롤 액션 게임이다. 본래 슈퍼 NES 버전도 계획되었지만 이게임은 시즌 사이에 제목이 변경되는 쇼로 인해 궁극적으로 배트맨과 로빈의 모험이라는 제목으로 출시되었다. 이게임은 액션 어드벤처 플랫포머이다. 플레이어는 배트맨 또는 로빈 사이를 전환하여 캐릭터별 능력에 액세스할 수 있다. 배트맨은 갈고리를 사용하여 높이를 오르고, 로빈은 천장을 가로질러 걷고 두명의 캐릭터는 모두 벽 점프를 할 수 있다. 스테이지를 하다보면 보스가 등장하며 각각의 스테이지에 등장하는 보스들을 물리치면서 게임을 하게 된다.

## 같이 보기
- 배트맨
- 비디오 게임